# رينالدو سنايبس
رينالدو سنايبس (بالإنجليزية: Renaldo Snipes)‏ مواليد 15 أغسطس 1956 في هيوستن، هو ملاكم محترف أمريكي يصنف ضمن فئة الوزن الثقيل.

## المسيرة الاحترافية
من نزالاته:
- خسر أمام خورخي لويس غونزاليس بالضربة الفنية القاضية (1993/11/06).
- خسر أمام أورلين نوريس (1988/03/19).
- خسر أمام تيريل بيغز (1986/12/12).
- خسر أمام جريج بيج (1983/05/20).
- انتصر على تريفور بيربيك (1982/10/02).
- خسر أمام تيم ويذرسبون (1982/06/05).
- خسر أمام لاري هولمز بالضربة الفنية القاضية (1981/11/06).
- انتصر على إدي مصطفى محمد (1981/05/17).

## إحصائيات
خاض خلال مسيرته 48 نزالا، فاز في 39 وتعادل في 1 وخسر في 8. فاز بالضربة القاضية في 22 نزالا.

## روابط خارجية
- رينالدو سنايبس على موقع بوكس ريك (الإنجليزية) (registration required)